# 1. Fussballclub Heidenheim 1846 2021-2022
Questa voce raccoglie le informazioni riguardanti il 1. Fussballclub Heidenheim 1846 nelle competizioni ufficiali della stagione 2021-2022.

## Stagione
Nella stagione 2021-2022 l'Heidenheim, allenato da Frank Schmidt, concluse il campionato di 2. Bundesliga al 6º posto. In Coppa di Germania l'Heidenheim fu eliminato al primo turno dall'Hansa Rostock.

## Rosa
| N. |                     | Ruolo | Calciatore          |
| -- | ------------------- | ----- | ------------------- |
| 1  | Germania (bandiera) | P     | Kevin Müller        |
| 2  | Germania (bandiera) | D     | Marnon-Thomas Busch |
| 3  | Germania (bandiera) | C     | Jan Schöppner       |
| 4  | Germania (bandiera) | D     | Tim Siersleben      |
| 5  | Germania (bandiera) | D     | Oliver Hüsing       |
| 6  | Germania (bandiera) | D     | Patrick Mainka      |
| 8  | Germania (bandiera) | C     | Andreas Geipl       |
| 9  | Germania (bandiera) | A     | Stefan Schimmer     |
| 10 | Germania (bandiera) | A     | Tim Kleindienst     |
| 11 | Germania (bandiera) | C     | Denis Thomalla      |
| 13 | Germania (bandiera) | A     | Robert Leipertz     |
| 15 | Germania (bandiera) | A     | Maurice Malone      |
| 16 | Germania (bandiera) | C     | Kevin Sessa         |
| 18 | Germania (bandiera) | D     | Marvin Rittmüller   |
| 19 | Germania (bandiera) | D     | Jonas Föhrenbach    |

| N. |                                 | Ruolo | Calciatore              |
| -- | ------------------------------- | ----- | ----------------------- |
| 20 | Germania (bandiera)             | C     | Dženis Burnić           |
| 22 | Germania (bandiera)             | P     | Vitus Eicher            |
| 24 | Germania (bandiera)             | A     | Christian Kühlwetter    |
| 25 | Germania (bandiera)             | C     | Julian Stark            |
| 27 | Austria (bandiera)              | C     | Konstantin Kerschbaumer |
| 28 | Bosnia ed Erzegovina (bandiera) | C     | Melvin Ramusović        |
| 29 | Germania (bandiera)             | A     | Tobias Mohr             |
| 30 | Germania (bandiera)             | D     | Norman Theuerkauf       |
| 34 | Austria (bandiera)              | P     | Paul Tschernuth         |
| 35 | Germania (bandiera)             | C     | Mert Arslan             |
| 36 | Germania (bandiera)             | D     | Tim Seifert             |
| 37 | Germania (bandiera)             | C     | Levis Schaber           |
| 38 | Germania (bandiera)             | A     | Gianni Mollo            |
| 40 | Germania (bandiera)             | P     | Frank Feller            |

## Organigramma societario
Area tecnica
- Allenatore: Frank Schmidt
- Allenatore in seconda: Dieter Jarosch, Bernhard Raab
- Preparatore dei portieri: Bernd Weng
- Preparatori atletici: Said Lakhal

## Calciomercato

### Sessione estiva
| Acquisti | Acquisti        | Acquisti       | Acquisti |
| R.       | Nome            | da             | Modalità |
| -------- | --------------- | -------------- | -------- |
| A        | Maurice Malone  | Augusta        |          |
| C        | Gökalp Kılıç    | Ulma           |          |
| A        | Patrick Schmidt | Sandhausen     |          |
| D        | Tim Seifert     | Heidenheim U19 |          |
| D        | Tim Siersleben  | Wolfsburg      |          |
| P        | Paul Tschernuth | Heidenheim U19 |          |

| Cessioni | Cessioni         | Cessioni              | Cessioni |
| R.       | Nome             | a                     | Modalità |
| -------- | ---------------- | --------------------- | -------- |
| A        | Patrick Schmidt  | Ingolstadt 04         |          |
| D        | Oliver Steurer   | Duisburg              |          |
| C        | Maxi Thiel       | Wehen Wiesbaden       |          |
| C        | Gökalp Kılıç     | Memmingen             |          |
| P        | Diant Ramaj      | Eintracht Francoforte |          |
| C        | Marc Schnatterer | Waldhof Mannheim      |          |

### Sessione invernale
| Acquisti | Acquisti | Acquisti | Acquisti |
| R.       | Nome     | da       | Modalità |
| -------- | -------- | -------- | -------- |

| Cessioni | Cessioni     | Cessioni      | Cessioni |
| R.       | Nome         | a             | Modalità |
| -------- | ------------ | ------------- | -------- |
| A        | Florian Pick | Ingolstadt 04 |          |

## Risultati

### 2. Bundesliga

#### Girone di andata
| Heidenheim an der Brenz 24 luglio 2021, ore 13:30 CEST 1ª giornata | Heidenheim | 0 – 0 referto | Paderborn | Voith-Arena (3 954 spett.)\| Arbitro: \| Bacher \| |
| Arbitro:                                                           | Bacher     |               |           |                                                    |

| Arbitro: | Hartmann |

|             |           |                             |
| Bilbija 59’ | Marcatori | 73’ Schmidt 75’ Kleindienst |

| Arbitro: | Badstübner |

|                 |           |           |
| Kleindienst 68’ | Marcatori | 82’ Munsy |

| Arbitro: | Braun |

|              |           |  |
| Weydandt 88’ | Marcatori |  |

| Heidenheim an der Brenz 28 agosto 2021, ore 13:30 CEST 5ª giornata | Heidenheim | 0 – 0 referto | Amburgo | Voith-Arena (7 500 spett.)\| Arbitro: \| Sather \| |
| Arbitro:                                                           | Sather     |               |         |                                                    |

| Arbitro: | Thomsen |

|                      |           |          |
| Mohr 5’ Leipertz 90’ | Marcatori | 51’ Löwe |

| Arbitro: | Fritz |

|              |           |                                       |
| Testroet 53’ | Marcatori | 15’ Hüsing 36’ Kleindienst 86’ Mainka |

| Arbitro: | Heft |

|                              |           |           |
| Mohr 40’ (rig.) Schimmer 84’ | Marcatori | 52’ Tietz |

| Arbitro: | Petersen |

|                                            |           |  |
| Friedl 50’ Ducksch 52’ Thomalla 64’ (aut.) | Marcatori |  |

| Arbitro: | Brand |

|                         |           |                                       |
| Mohr 4’ Kleindienst 85’ | Marcatori | 55’, 60’ Burgstaller 56’, 81’ Dittgen |

| Arbitro: | Siewer |

|                                                   |           |  |
| Dæhli 45’ Shuranov 52’ Geis 66’ Malone 89’ (aut.) | Marcatori |  |

| Arbitro: | Dingert |

|            |           |  |
| Hüsing 89’ | Marcatori |  |

| Arbitro: | Günsch |

|                 |           |  |
| Jonjić 34’, 45’ | Marcatori |  |

| Arbitro: | Hanslbauer |

|                            |           |             |
| Kühlwetter 1’ Leipertz 85’ | Marcatori | 30’ Bartels |

| Arbitro: | Bacher |

|  |           |              |
|  | Marcatori | 90’ Leipertz |

| Arbitro: | Winter |

|                                           |           |  |
| Kühlwetter 23’ Leipertz 77’ Schöppner 90’ | Marcatori |  |

| Arbitro: | Stieler |

|                                    |           |                     |
| Batmaz 8’, 39’ Wanitzek 56’ (rig.) | Marcatori | 6’, 73’ Kleindienst |

#### Girone di ritorno
| Arbitro: | Burda |

|           |           |                            |
| Carls 65’ | Marcatori | 64’ Mainka 81’ Kleindienst |

| Arbitro: | Günsch |

|                       |           |             |
| Leipertz 30’ Mohr 51’ | Marcatori | 47’ Gebauer |

| Rostock 22 gennaio 2022, ore 13:30 CET 20ª giornata | Hansa Rostock | 0 – 0 referto | Heidenheim | Ostseestadion (0 spett.)\| Arbitro: \| Siewer \| |
| Arbitro:                                            | Siewer        |               |            |                                                  |

| Arbitro: | Braun |

|                              |           |           |
| Hult 4’ (aut.) Mohr 33’, 48’ | Marcatori | 35’ Beier |

| Arbitro: | Dingert |

|                        |           |  |
| Kittel 63’, 78’ (rig.) | Marcatori |  |

| Arbitro: | Bokop |

|                     |           |              |
| Daferner 59’ (rig.) | Marcatori | 55’ Schimmer |

| Arbitro: | Alt |

|                 |           |            |
| Mohr 27’ (rig.) | Marcatori | 32’ Soukou |

| Arbitro: | Winter |

|                                 |           |                             |
| Seydel 77’ Tietz 81’ Skarke 83’ | Marcatori | 17’ Kühlwetter 61’ Leipertz |

| Arbitro: | Cortus |

|                             |           |             |
| Kühlwetter 38’ Schimmer 63’ | Marcatori | 89’ Ducksch |

| Arbitro: | Dankert |

|            |           |  |
| Kyereh 67’ | Marcatori |  |

| Arbitro: | Brych |

|                                |           |               |
| Kleindienst 3’, 84’ Malone 36’ | Marcatori | 87’ Schäffler |

| Arbitro: | Siebert |

|                                     |           |  |
| Drexler 35’ Itakura 52’ Terodde 90’ | Marcatori |  |

| Arbitro: | Burda |

|  |           |                   |
|  | Marcatori | 54’, 79’ Zolinski |

| Arbitro: | Hartmann |

|            |           |                 |
| Lorenz 56’ | Marcatori | 71’ Kleindienst |

| Arbitro: | Günsch |

|            |           |                                     |
| Malone 47’ | Marcatori | 20’ Piotrowski 32’ Klaus 56’ Klarer |

| Arbitro: | Siewer |

|  |           |                     |
|  | Marcatori | 51’ Mainka 81’ Mohr |

| Arbitro: | Heft |

|                |           |  |
| Sessa 38’, 42’ | Marcatori |  |

### Coppa di Germania
| Arbitro: | Aarnink |

|                                          |           |                          |
| Mainka 57’ (aut.) Rizzuto 94’ Munsy 119’ | Marcatori | 25’ Mainka 108’ Schimmer |

## Statistiche

### Statistiche di squadra
| Competizione      | Punti | In casa | In casa | In casa | In casa | In casa | In casa | In trasferta | In trasferta | In trasferta | In trasferta | In trasferta | In trasferta | Totale | Totale | Totale | Totale | Totale | Totale | DR |
| Competizione      | Punti | G       | V       | N       | P       | Gf      | Gs      | G            | V            | N            | P            | Gf           | Gs           | G      | V      | N      | P      | Gf     | Gs     | DR |
| ----------------- | ----- | ------- | ------- | ------- | ------- | ------- | ------- | ------------ | ------------ | ------------ | ------------ | ------------ | ------------ | ------ | ------ | ------ | ------ | ------ | ------ | -- |
| 2. Bundesliga     | 52    | 17      | 10      | 4       | 3       | 27      | 18      | 17           | 5            | 3            | 9            | 16           | 27           | 34     | 15     | 7      | 12     | 43     | 45     | -2 |
| Coppa di Germania | -     | 0       | 0       | 0       | 0       | 0       | 0       | 1            | 0            | 0            | 1            | 2            | 3            | 1      | 0      | 0      | 1      | 2      | 3      | -1 |
| Totale            | 52    | 17      | 10      | 4       | 3       | 27      | 18      | 18           | 5            | 3            | 10           | 18           | 30           | 35     | 15     | 7      | 13     | 45     | 48     | -3 |

### Andamento in campionato
| Giornata  | 1 | 2 | 3 | 4 | 5  | 6  | 7 | 8 | 9 | 10 | 11 | 12 | 13 | 14 | 15 | 16 | 17 | 18 | 19 | 20 | 21 | 22 | 23 | 24 | 25 | 26 | 27 | 28 | 29 | 30 | 31 | 32 | 33 | 34 |
| --------- | - | - | - | - | -- | -- | - | - | - | -- | -- | -- | -- | -- | -- | -- | -- | -- | -- | -- | -- | -- | -- | -- | -- | -- | -- | -- | -- | -- | -- | -- | -- | -- |
| Luogo     | C | T | C | T | C  | C  | T | C | T | C  | T  | C  | T  | C  | T  | C  | T  | T  | C  | T  | C  | T  | T  | C  | T  | C  | T  | C  | T  | C  | T  | C  | T  | C  |
| Risultato | N | V | N | P | N  | V  | V | V | P | P  | P  | V  | P  | V  | V  | V  | P  | V  | V  | N  | V  | P  | N  | N  | P  | V  | P  | V  | P  | P  | N  | P  | V  | V  |
| Posizione | 9 | 7 | 7 | 8 | 11 | 10 | 7 | 3 | 6 | 9  | 11 | 8  | 9  | 8  | 8  | 6  | 8  | 6  | 3  | 6  | 6  | 6  | 6  | 7  | 7  | 7  | 7  | 7  | 7  | 7  | 8  | 8  | 8  | 6  |

Legenda:

Luogo: C = Casa; T = Trasferta. Risultato: V = Vittoria; N = Pareggio; P = Sconfitta.

### Statistiche dei giocatori
| Giocatore       | 2. Bundesliga | 2. Bundesliga | 2. Bundesliga | 2. Bundesliga | Coppa di Germania | Coppa di Germania | Coppa di Germania | Coppa di Germania | Totale   | Totale | Totale      | Totale     |
| Giocatore       | Presenze      | Reti          | Ammonizioni   | Espulsioni    | Presenze          | Reti              | Ammonizioni       | Espulsioni        | Presenze | Reti   | Ammonizioni | Espulsioni |
| --------------- | ------------- | ------------- | ------------- | ------------- | ----------------- | ----------------- | ----------------- | ----------------- | -------- | ------ | ----------- | ---------- |
| M. Arslan       | 0             | 0             | 0             | 0             | 0                 | 0                 | 0                 | 0                 | 0        | 0      | 0           | 0          |
| D. Burnić       | 28            | 0             | 4             | 0             | 1                 | 0                 | 0                 | 0                 | 29       | 0      | 4           | 0          |
| M. Busch        | 28            | 0             | 5             | 1             | 1                 | 0                 | 0                 | 0                 | 29       | 0      | 5           | 1          |
| V. Eicher       | 0             | 0             | 0             | 0             | 0                 | 0                 | 0                 | 0                 | 0        | 0      | 0           | 0          |
| F. Feller       | 0             | 0             | 0             | 0             | 0                 | 0                 | 0                 | 0                 | 0        | 0      | 0           | 0          |
| J. Föhrenbach   | 25            | 0             | 4             | 0             | 1                 | 0                 | 0                 | 0                 | 26       | 0      | 4           | 0          |
| A. Geipl        | 16            | 0             | 5             | 0             | 0                 | 0                 | 0                 | 0                 | 16       | 0      | 5           | 0          |
| O. Hüsing       | 33            | 2             | 3             | 0             | 1                 | 0                 | 0                 | 0                 | 34       | 2      | 3           | 0          |
| K. Kerschbaumer | 5             | 0             | 0             | 0             | 0                 | 0                 | 0                 | 0                 | 5        | 0      | 0           | 0          |
| T. Kleindienst  | 30            | 10            | 7             | 0             | 1                 | 0                 | 1                 | 0                 | 31       | 10     | 8           | 0          |
| C. Kühlwetter   | 31            | 4             | 5             | 0             | 1                 | 0                 | 0                 | 0                 | 32       | 4      | 5           | 0          |
| R. Leipertz     | 32            | 6             | 3             | 0             | 1                 | 0                 | 0                 | 0                 | 33       | 6      | 3           | 0          |
| P. Mainka       | 32            | 3             | 4             | 0             | 1                 | 1                 | 0                 | 0                 | 33       | 4      | 4           | 0          |
| M. Malone       | 20            | 2             | 2             | 0             | 0                 | 0                 | 0                 | 0                 | 20       | 2      | 2           | 0          |
| T. Mohr         | 33            | 8             | 3             | 0             | 1                 | 0                 | 0                 | 0                 | 34       | 8      | 3           | 0          |
| G. Mollo        | 0             | 0             | 0             | 0             | 0                 | 0                 | 0                 | 0                 | 0        | 0      | 0           | 0          |
| K. Müller       | 34            | 0             | 1             | 0             | 1                 | 0                 | 0                 | 0                 | 35       | 0      | 1           | 0          |
| F. Pick         | 10            | 0             | 0             | 0             | 1                 | 0                 | 0                 | 0                 | 11       | 0      | 0           | 0          |
| M. Ramusović    | 6             | 0             | 0             | 0             | 0                 | 0                 | 0                 | 0                 | 6        | 0      | 0           | 0          |
| M. Rittmüller   | 10            | 0             | 0             | 0             | 0                 | 0                 | 0                 | 0                 | 10       | 0      | 0           | 0          |
| L. Schaber      | 0             | 0             | 0             | 0             | 0                 | 0                 | 0                 | 0                 | 0        | 0      | 0           | 0          |
| S. Schimmer     | 30            | 3             | 1             | 0             | 1                 | 1                 | 0                 | 0                 | 31       | 4      | 1           | 0          |
| P. Schmidt      | 4             | 1             | 0             | 0             | 1                 | 0                 | 0                 | 0                 | 5        | 1      | 0           | 0          |
| J. Schöppner    | 32            | 1             | 4             | 0             | 1                 | 0                 | 0                 | 0                 | 33       | 1      | 4           | 0          |
| T. Seifert      | 1             | 0             | 0             | 0             | 0                 | 0                 | 0                 | 0                 | 1        | 0      | 0           | 0          |
| K. Sessa        | 21            | 2             | 1             | 0             | 0                 | 0                 | 0                 | 0                 | 21       | 2      | 1           | 0          |
| T. Siersleben   | 15            | 0             | 0             | 0             | 0                 | 0                 | 0                 | 0                 | 15       | 0      | 0           | 0          |
| J. Stark        | 1             | 0             | 0             | 0             | 0                 | 0                 | 0                 | 0                 | 1        | 0      | 0           | 0          |
| N. Theuerkauf   | 34            | 0             | 4             | 0             | 1                 | 0                 | 1                 | 0                 | 35       | 0      | 5           | 0          |
| D. Thomalla     | 15            | 0             | 0             | 0             | 0                 | 0                 | 0                 | 0                 | 15       | 0      | 0           | 0          |
| P. Tschernuth   | 0             | 0             | 0             | 0             | 0                 | 0                 | 0                 | 0                 | 0        | 0      | 0           | 0          |